# ثانوية سنترال
ثانوية سنترال (بالإنجليزية: Central High School) هي مدرسة ثانوية عامة تقع في 5321 جاكسبورو بايك في حي فاونتن سيتي في نوكسفيل، تينيسي، ويديرها نظام مدارس مقاطعة نوكس. تُلقب الفرق الرياضية بالمدرسة ببوبكاتس، وألوانها الأحمر والأسود.